# La legge del cuore (film 1948)
La legge del cuore (Big City) è un film del 1948 diretto da Norman Taurog. Uno dei Musical di Hollywood della Metro-Goldwyn-Mayer che rappresenta la migliore produzione del periodo. La pellicola è anche l'unica apparizione sul grande schermo dalla soprano Lotte Lehmann.

## Trama
Sullo sfondo della città di New York, una bambina viene trovata da tre scapoli: un cantore, un reverendo ed un poliziotto di religione cattolica. Decidono di allevare la bambina tutti e tre insieme, colmandola di attenzioni e d'affetto, ma quando il poliziotto si sposa, decide di chiederne l'adozione esclusiva. I tre padri andranno in giudizio, dove la bambina, aiutata da un giudice compassionevole, dovrà decidere con quale padre rimanere.